# Viola brasileira
Viola brasileira é a designação genérica de uma categoria diversificada dos cordofones de mão com caixa de ressonância (a maioria em forma de 8), braço e ordens duplas de cordas, derivada da família das violas aristocráticas euro-latinas dos séculos XVI, XVII e XVIII, recebida no Brasil ao longo desse período, popularizada no século XIX (ou talvez antes) e constituída por variantes regionais, algumas delas mais rústicas e outras aparentadas às violas portuguesas do século XIX. Seu repertório, pelo menos desde o século XIX, é predominantemente de tradição oral, porém desde o século XX proliferaram-se métodos impressos para o aprendizado das violas e, a partir do início do século XXI, somaram-se a essa tradição os primeiros cursos superiores de viola brasileira.

## Violas europeias

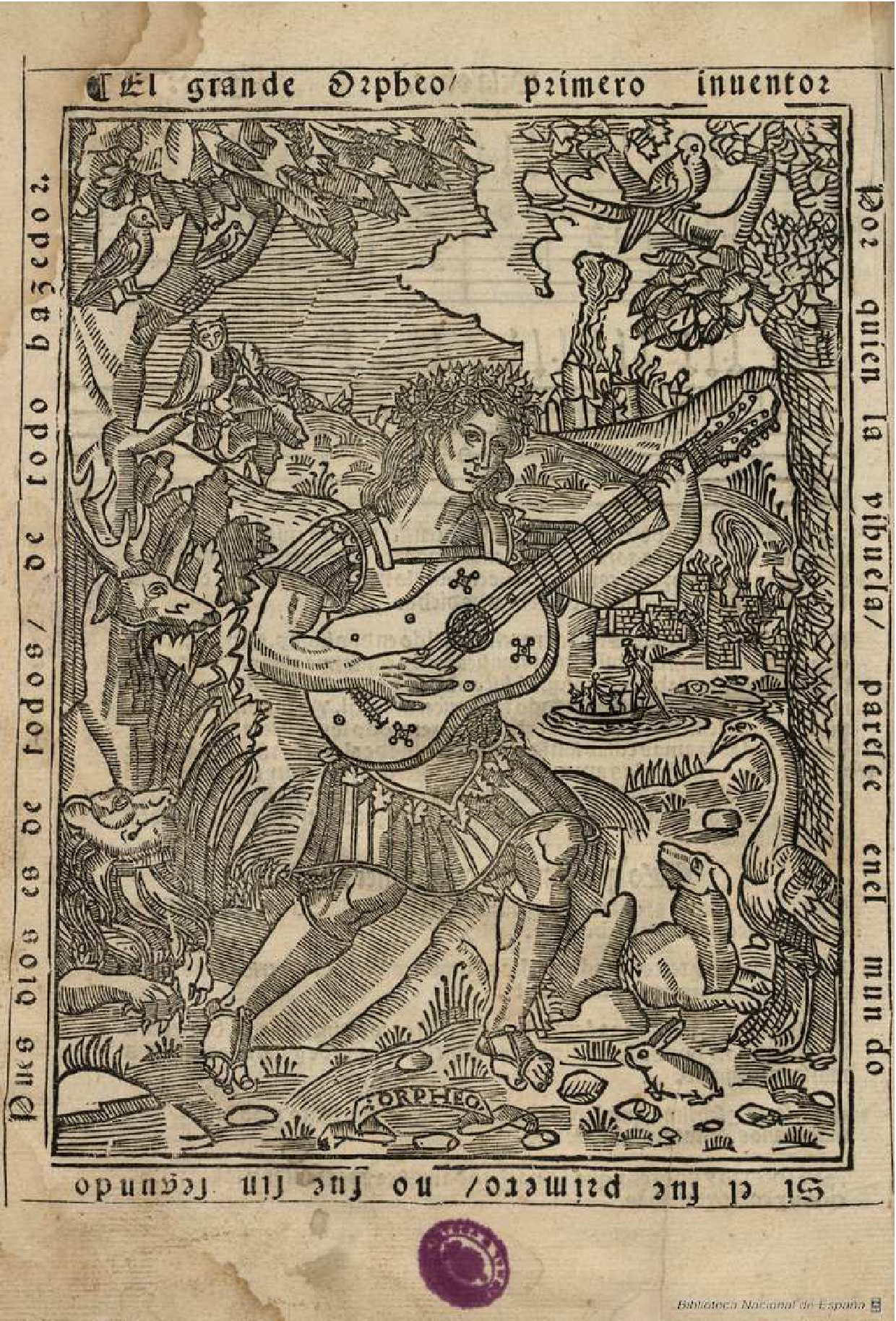
Viola de mão (vihuela) representada na capa do El Maestro (1536), de Luis Milán.

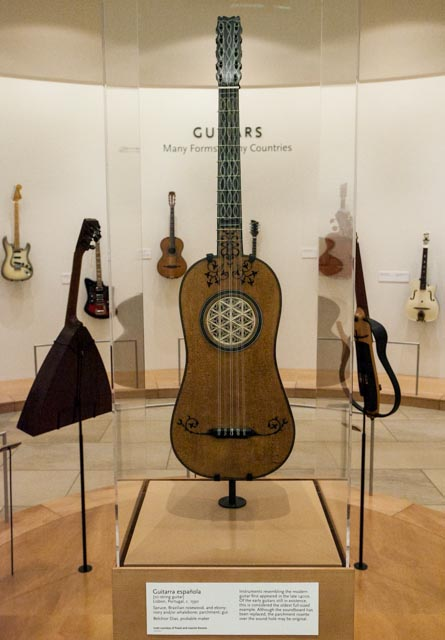
Viola de 5 ordens por Belchior Dias (Lisboa, 1581). Royal College of Music, Londres.

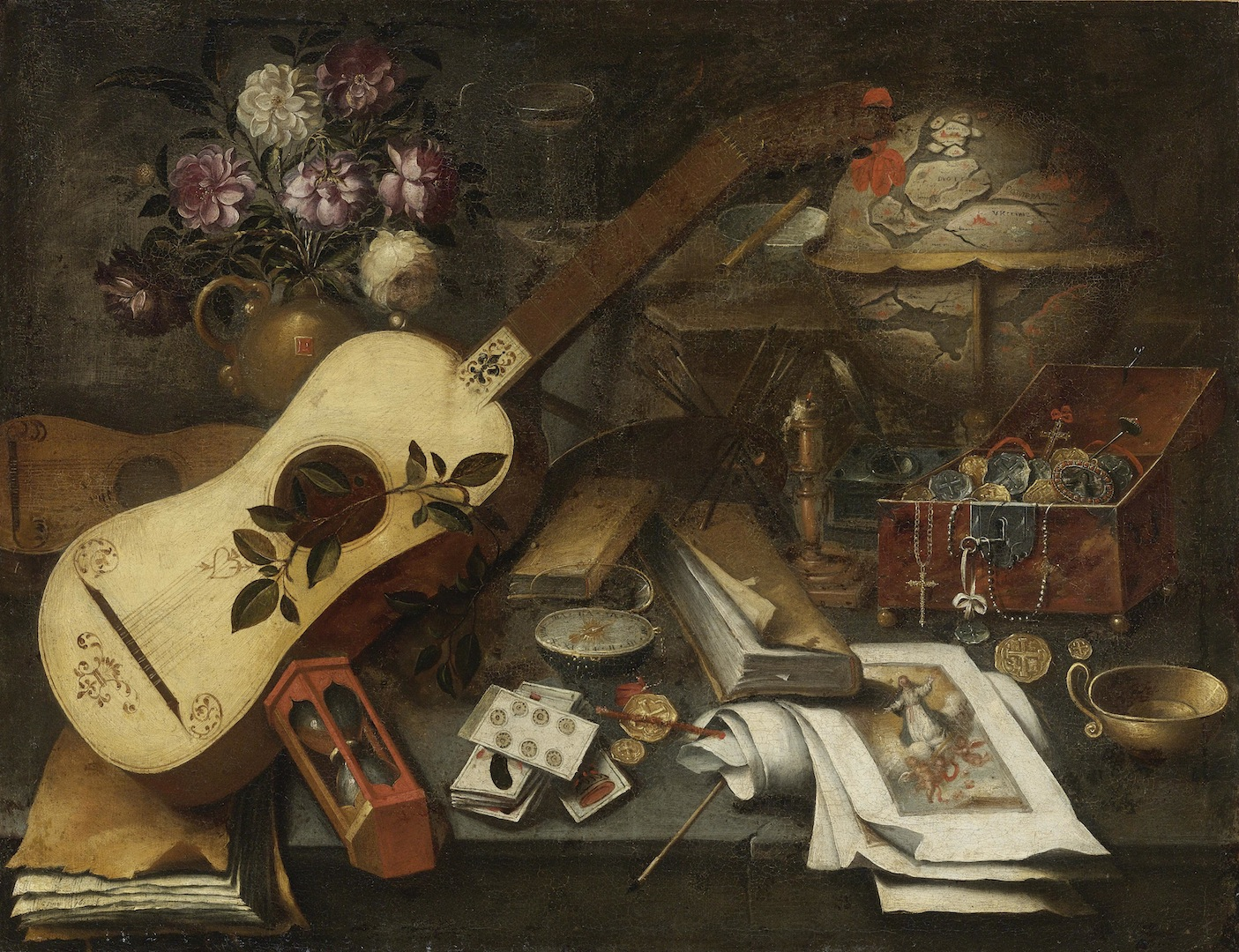
Natureza morta com viola, por Tomás Yepes/Hiepes (Valência, c.1595-1674).

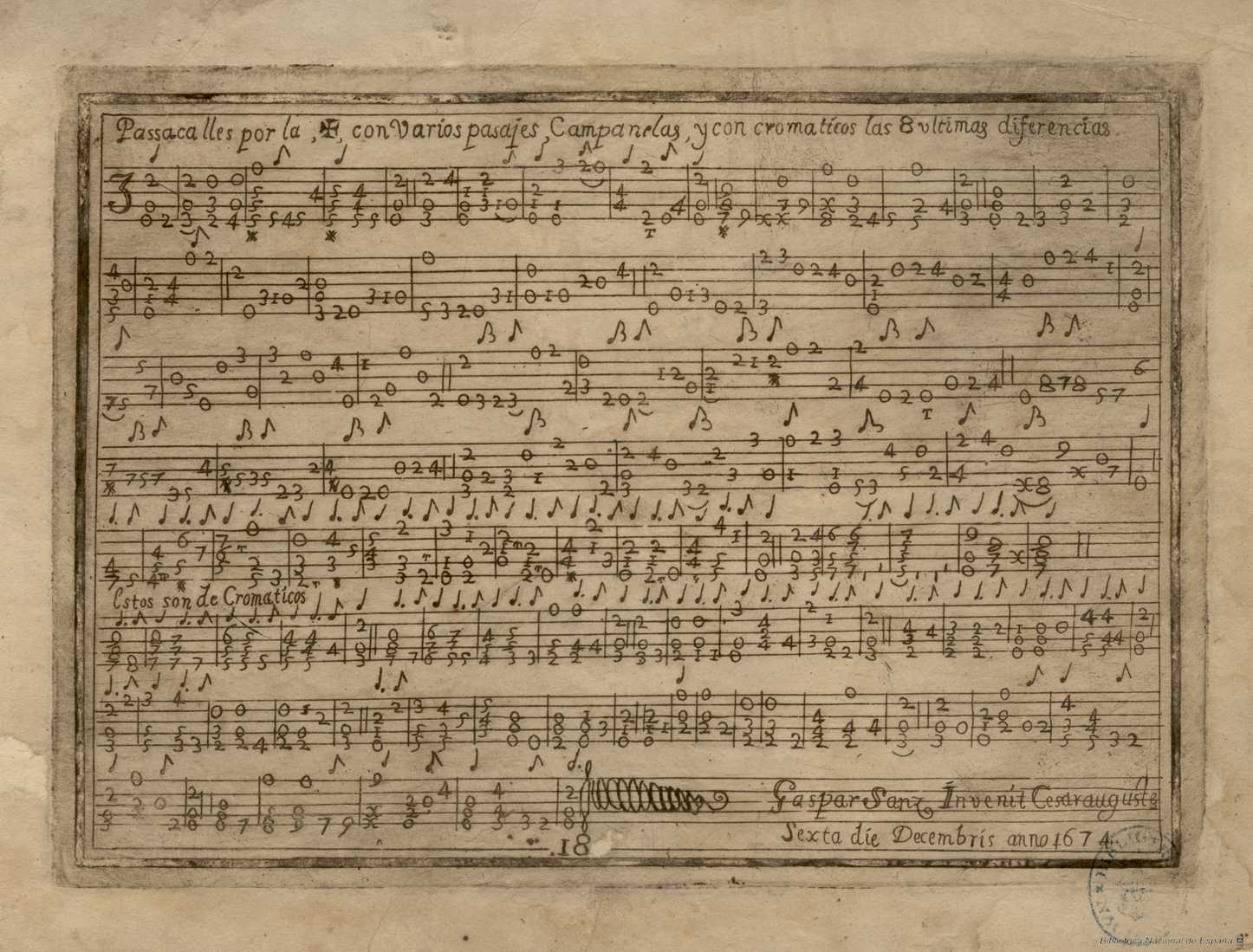
Tablatura para viola (guitarra espanhola) da Instrucciòn de Mùsica sobre la Guitarra Española (1674) de Gaspar Sanz

As violas europeias que deram origem às violas brasileiras foram desenvolvidas na Europa Latina renascentista (principalmente na România ocidental e ainda mais na Península Ibérica), provavelmente a partir de um instrumento medieval de origem latina (a guitarra latina), mas possivelmente também a partir de um instrumento de origem árabe (a guitarra mourisca). Suas características essenciais são a caixa de ressonância em forma de 8 e fundo plano, o emprego de cordas duplas ou triplas (na época denominadas ordens) e a execução com os dedos, nas versões ponteado e rasqueado. A estrutura e a forma das violas não deve ser confundida com a dos alaúdes, diretamente relacionados ao ud árabe (عود), ainda que, no renascimento, tenha havido afinações e técnicas de execução comum entre algumas violas e alaúdes.
As violas de mão foram denominadas, no século XVI, a partir de duas raízes etimológicas: 1) do provençal violla ou, segundo alguns autores, do latim fidicula, palavras que designam instrumento genérico de cordas (dedilhadas ou friccionadas) e geralmente usadas nos instrumentos de maior tamanho; 2) do grego kithara ou do latim chitara, que também indicam instrumento de cordas, porém geralmente aplicada a instrumentos de tamanho menor e tocados com dedos ou plectros. Nesse período, os instrumentos de tamanho maior (em torno de 6 ordens) foram denominados vihuela na Espanha e viola em Portugal, enquanto os de tamanho menor (em torno de 4 ordens) eram chamados guitarra na Espanha, mas provavelmente mantiveram o nome viola em Portugal. Nos séculos XVII e XVIII circularam guitarras de 5 ordens em toda a Europa Latina, com algumas variações nacionais ou locais e, no atual ambiente da música de concerto, denominadas guitarras barrocas.

## Violas portuguesas
Além das ricas fontes espanholas de repertório para vihuela do século XVI, existem compêndios (teóricos e/ou práticos) ibéricos para viola de mão publicados no século XVII, como o Nuevo modo de cifra para tañer la guitarra, do português Nicolau Dias de Velasco (1640), e a Instrucción de música sobre la guitarra española, do espanhol Gaspar Sanz. Importantes fontes portuguesas de repertório da transição do século XVII para o XVIII são o Códice da Fundação Calouste Gulbenkian, o Códice da Biblioteca Geral da Universidade de Coimbra e o Códice da Biblioteca Nacional de Lisboa (também conhecido como o Códice do Conde de Redondo), além da Nova arte de viola de Manuel da Paixão Ribeiro (1798), já contemporânea do Estudo de guitarra de Antônio da Silva Leite (1796), este dedicado à guitarra portuguesa. De acordo com Rogério Budasz, os códices do século XVII da Fundação Calouste Gulbenkian e da Biblioteca Geral da Universidade de Coimbra possuem principalmente fantasias e rojões (passacalhes), incluindo possíveis obras de origem afro-brasileira, enquanto o Códice do Conde de Redondo, da segunda ou terceira década do século XVIII, enfatiza marchas e minuetos. Paixão Ribeiro, por outro lado, apresenta apenas minuetos e modinhas, enquanto Antônio da Silva Leite imprime exclusivamente minuetos, marchas, alegros e contradanças.
Quanto às particularidades organológicas das violas portuguesas dos séculos XVI, XVII e XVIII, principalmente estudadas por Manuel Morais, existem importantes documentos portugueses e espanhóis dos séculos XVI, XVII e XVIII, sendo estes os portugueses:
♦ Regimento dos violeiros, parte do Regimento dos oficiais mecânicos da mui nobre e sempre leal cidade de Lisboa (1572)
♦ Regimento dos que fazem cordas de violas (1615)
♦ Acrescentamento do regimento do ofício de violeiro (1712)
♦ Factura da viola de mão que em Espanha chamam guitarra, de João Vaz Barradas Muito Pão e Morato (1762)
♦ Nova arte de viola de Manoel da Paixão Ribeiro (1789)
♦ Estudo de guitarra de Antonio da Silva Leite (1796).
Em Portugal esse tipo de instrumento seguiu até hoje denominado viola, pois nesse país o termo guitarra designa um instrumento distinto, na origem, forma, repertório e técnica de execução. Nos séculos XVII e XVIII foram comuns as violas portuguesas de 5 e 6 ordens duplas, porém no final do século XVIII surgiu a viola com duas ordens triplas e três ordens duplas, descrita por Manuel da Paixão Ribeiro em 1798, instrumento que utilizava cordas de metal (na época denominadas "de arame") ou de tripa.
Nos séculos XVI, XVII e XVIII, as violas e guitarras ibéricas foram principalmente cultivadas pela aristocracia, a julgar por descrições históricas e iconográficas e por fontes organológicas, e somente na transição do século XVIII para o século XIX, começaram a se popularizar, quando o  violão de 6 cordas simples (em Portugal denominado viola francesa) passou a ser o principal cordofone de mão usado pela elite lusitana. Até o século XVIII a principal forma de representação e leitura musical era feita por meio de tablaturas numéricas (tanto para notas ponteadas quanto para acordes rasqueados), porém o cultivo popular das violas, a partir do século XIX deu lugar à transmissão da música preferencialmente pela memória.
As violas portuguesas de 5 e 6 ordens duplas ou triplas desdobraram-se no século XX em diferentes tipos, sendo os principais a viola amarantina, a viola beiroa, a viola braguesa, a viola campaniça, a viola toeira e a viola de arame (esta nas variedades madeirense, micaelense e terceirense).

## Recepção da viola no Brasil
A recepção da viola no Brasil ocorreu ao longo dos séculos XVI, XVII e XVIII, com a imigração principalmente de portugueses e espanhóis (estes numerosos no período da União Ibérica, entre 1580-1640). Sendo as violas, naquela época, instrumentos de uso urbano, sua difusão iniciou-se nas vilas mais ricas da costa brasileira, como Salvador, Recife, Olinda, São Luís, Belém e Rio de Janeiro, porém já em inícios do século XVII está documentada em São Paulo e localidades próximas.
A referência mais antiga ao uso da viola e instrumentos correlatos no Brasil, embora indireta, está na carta de 26 de junho de 1578 do inglês John Whithall (radicado na Vila de Santos - Capitania de São Vicente), para o comerciante Richard Staper em Londres. Destinada a tentar estabelecer um comércio regular com a Inglaterra e publicada em Londres em 1600, a carta solicitava o envio, para a Vila de Santos, de “Foure mases of gitterne strings”, o que pode ser traduzido como “quatro maços de cordas de guitarra”. A solicitação demonstra que instrumentos de cordas dedilhadas já estavam em uso na Vila de Santos, para estimular a proposta de importação de cordas, já em 1578.
Os relatos jesuíticos participaram da primeira fase de documentação da recepção das violas no Brasil. Os primeiros relatos jesuíticos que mencionam instrumentos denominados “viola” estão nas cartas de José de Anchieta datadas de 19 de janeiro de 1584 e de 27 de dezembro do mesmo ano, em uma das casas de ensino da Bahia, com meninos indígenas utilizando instrumentos: "suas danças à portuguesa, com tamboris e violas, com muita graça, como se fossem meninos portugueses". O jesuíta Fernão Cardim, na “Informação da Missão do P. Cristóvão Gouveia às partes do Brasil”, de 16 de outubro de 1585, afirma ter assistido, no Espírito Santo em junho de 1583, danças de meninos indígenas “ao som da viola, pandeiro e tamboril e frauta”. Fernão Cardim também deixou o interessante relato sobre as aldeias indígenas do Espírito Santo, Santo Antônio e São João em janeiro de 1584: “Em todas estas três aldeias há escola de ler e escrever, aonde os padres ensinam os meninos índios; e alguns mais hábeis também ensinam a contar, cantar e tanger; tudo tomam bem, e há já muitos que tangem frautas, violas, cravos, e oficiam missas em canto d’órgão, cousas que os pais estimam muito.” O jesuíta Francisco Soares ressaltou, em c.1590, as habilidades musicais dos meninos indígenas nas aldeias do Brasil: “alguns tangem e dançam, a saber, viola, flautas 7 juntas, cravo e órgãos e o que lhes ensinam tudo tomam”.
Por outro lado, tais relatos não explicitam se as referidas violas são de mão ou de arco: João Felipe Bettendorf em um manuscrito de 25 de maio de 1698, informa que, entre 1690 e 1692 o padre Diogo da Costa, no Colégio de São Luís (MA) “sabia cantar e tocar admiravelmente bem a viola, ensinou os rapazes a cantarem e tocarem”, informação que pode se referir tanto a uma viola de mão quanto a uma viola de arco, pois em 1695 o mesmo recebeu, em uma aldeia do Maranhão, “os domésticos de Diogo Pereira, que eram os meus músicos, e acompanhavam canto com suas rabecas e violas, que toavam com muita destreza, e sobre todos ele Manoel Pereira, filho morgado de Diogo Pereira”. Em aldeias indígenas do Rio São Francisco, entre 1671-1686, quando lá esteve o padre Martin de Nantes, este informou, no livro Relation succinte et sincere de la mission du pere Martin de Nantes (Quimper, c.1707), que presenciou casamentos, nos quais “Encontra-se sempre, nessas ocasiões, bom número de portugueses, que trazem violas e rabecas para a solenidade, cantam motetos e dão, eles próprios, muitos tiros de espingarda, para que haja maior regozijo”. A representação de uma viola de mão no teto da sacristia do Convento de Santo Antônio de Igarassu (PE), além da existência de uma vihuela de c.1600 na igreja da Companhia de Jesus em Quito (Equador), que provavelmente pertenceu a Santa Mariana de Jesus, indicam a utilização religiosa da viola de mão naquele período.

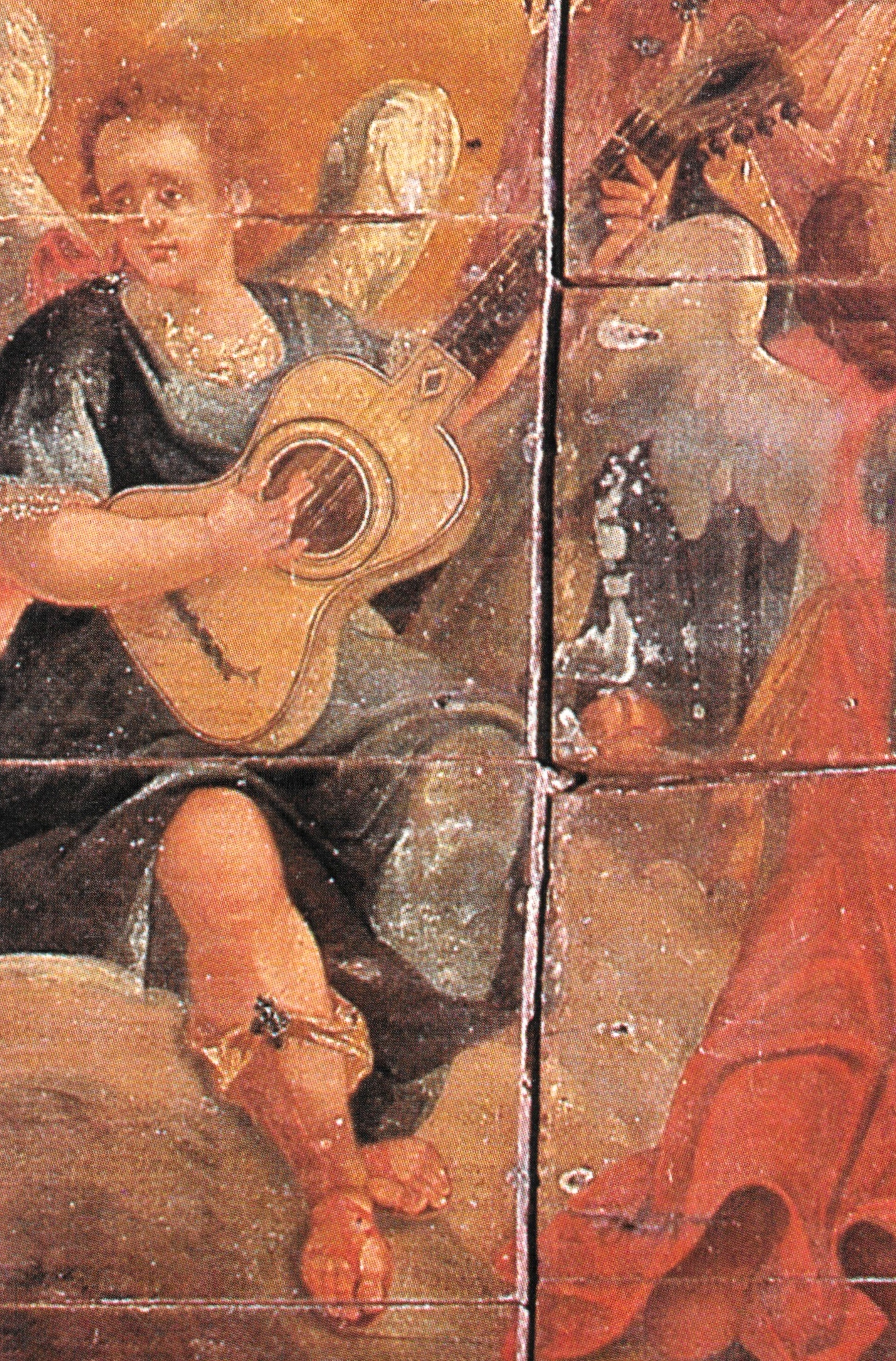
Anjo tocando viola, pintura do final do século XVII ou início do século XVIII no teto da sacristia do Convento de Santo Antônio de Igarassu (PE).

Em função da perda de grande parte da documentação administrativa brasileira do período colonial, ao lado da profusão de cartas e relatórios produzidos e preservados pelos jesuítas (várias das quais mencionam o uso da viola), surgiu entre os antigos historiadores da música brasileira a versão incorreta de que a viola havia sido introduzida na América Portuguesa por esses religiosos no final do século XVI, porém a documentação do período demonstra que a viola já estava em pleno uso nos ambientes laicos e urbanos brasileiros desse período, sem conexão direta com o trabalho jesuítico, como se observa, entre outros, nos inventários e testamentos paulistas do século XVII até agora publicados:

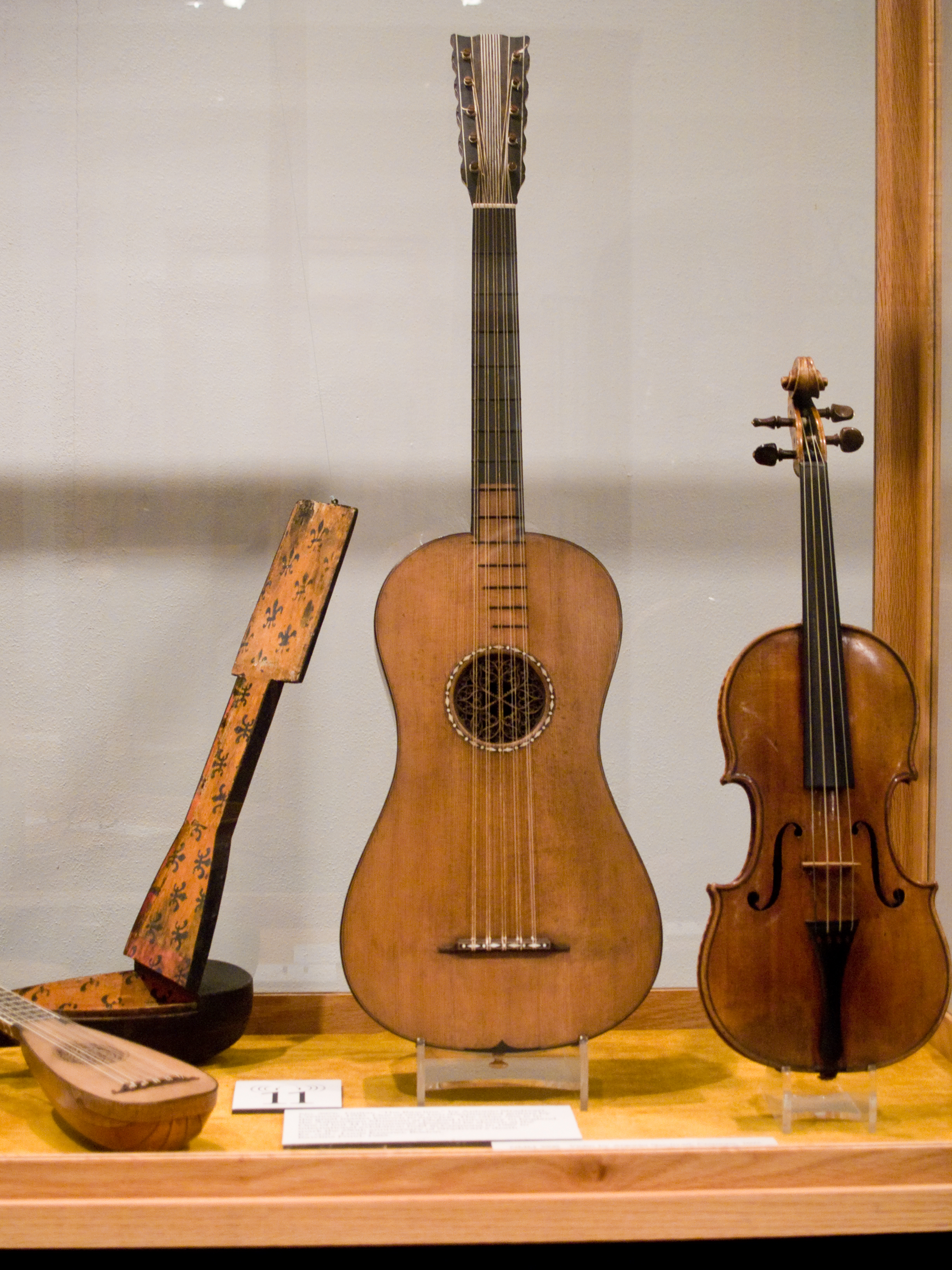
Viola (1700), violino, bandolim e sua caixa, por Antonio Stradivari.

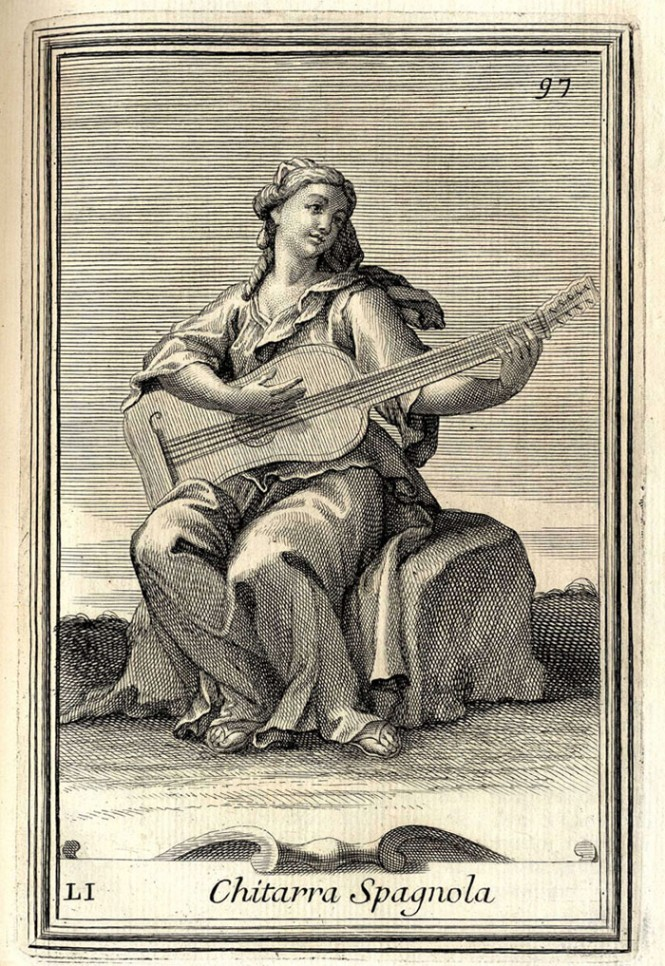
"Chitarra Spagnola", do Gabinetto Armonico pieno d'istromenti sonori (1722) de Filippo Bonanni (1638-1723).

| Instrumento      | Proprietário             | Documento  | Local     | Data                          | Valor |
| ---------------- | ------------------------ | ---------- | --------- | ----------------------------- | ----- |
| Pandeiro         | Manuel Chaves            | Inventário | São Paulo | 04/10/1604                    | $160  |
| Viola            | Mécia Roiz               | Inventário | São Paulo | entre 01/08/1605 e 04/02/1606 | $320  |
| Viola / guitarra | Paula Fernandes          | Inventário | São Paulo | 19/09/1614                    | $640  |
| Cítara           | Francisco Ribeiro        | Inventário | São Paulo | 22/08/1615                    | 1$280 |
| Viola            | João do Prado            | Inventário | São Paulo | 23/09/1615                    | 1$280 |
| Viola            | Balthazar Nunes          | Inventário | São Paulo | ?/06/1623                     | 1$280 |
| Cítara           | Francisco Leão           | Inventário | Parnaíba  | 19/02/1632                    | $480  |
| Harpa            | Simão da Mota Requeixo   | Inventário | São Paulo | ?/03/1650                     | 6$000 |
| Viola            | Leonardo do Couto        | Inventário | Parnaíba  | 03/08/1650                    | $320  |
| Viola            | Sebastião Paes de Barros | Inventário | Parnaíba  | 24/12/1688                    | 2$000 |
| Harpa            | Sebastião Paes de Barros | Inventário | Parnaíba  | 24/12/1688                    | $160  |
| Violas           | Afonso Dias de Macedo    | Testamento | Itu       | 20/03/1700                    | -     |

Entre os 6 instrumentos relacionados às violas e registrados nos inventários paulistas até agora impressos, seus valores sugerem duas categorias de instrumentos: os grandes (e portanto mais caros) e os menores e mais baratos. Esses documentos fornecem algumas informações adicionais: a viola de João do Prado (1615) possuía "oito tastos de cordas", ou seja, oito trastes de cordas enroladas no braço (situação usual para esse instrumento nessa época), enquanto a viola de Baltazar Nunes (1623) possuía "seis cordas" (provavelmente duplas); as violas de Afonso Dias de Macedo (1700) eram de "pinho do reino", o que indica que foram provavelmente construídas em Portugal. De fato, segundo a “Pauta da dízima da Alfândega da Vila de Santos pela do Rio de Janeiro”, de 1739, entravam frequentemente no Brasil violas feitas em Portugal, sendo seus valores, nesse ano, os seguintes:
♦ Violas comuns - a dúzia 6$000
♦ Violas marchetadas - cada uma $800
♦ Violas pequenas - a dúzia 1$800
♦ Cordas de viola - o maço $500
Somente em 1796 entraram no Maranhão 1123 violas a $600 réis e 389 violas pequenas a $300 réis originárias de Portugal, o que revela a intensidade da recepção desse instrumento no Brasil colonial.
Tais informações indicam a primeira grande via receptiva das violas no Brasil, constituída pela transferência de exemplares acabados, seja como bagagem, seja como produto importado. A segunda grande via, já comprovada no caso do violeiro português Domingos Ferreira, falecido em Vila Rica em 1771, consistiu na construção de violas, em território brasileiro, a partir de modelos europeus (especialmente portugueses). A terceira grande via, cuja investigação histórica é mais difícil, em função da raridade de informações históricas e documentos organológicos, mas cuja existência é facilmente demonstrável a partir do estudo dos tipos atuais, foi a difusão de variantes locais mais ou menos distantes dos modelos europeus, como a viola de cocho, a viola de cabaça, a viola dinâmica e várias outras, variantes nas quais existem características simultaneamente europeias e brasileiras.
A recepção das violas no Brasil, pelas três grandes vias acima descritas, ocorreu tanto a partir dos modelos aristocráticos durante o período colonial (séculos XVI, XVII e XVIII), quando a partir dos modelos populares portugueses ao longo dos séculos XIX e XX, como é demonstrável no caso das violas de Queluz, produzidas  entre o final do século XIX e início do século XX pelas famílias Meirelles e Salgado na cidade de Queluz (atual Conselheiro Lafaiete - MG), a partir das violas toeiras, de Portugal. A representação de instrumentos musicais em gravuras de Debret e Rugendas demonstra a variedade dos cordofones dedilhados que estavam em uso no Brasil, já na primeira metade do século XIX, incluindo instrumentos de corpo piriforme.
Tais processos produziram grande diversidade nos tipos de violas brasileiras, cujo estudo acadêmico ainda está em fase inicial.

## Antigos intérpretes de viola no Brasil

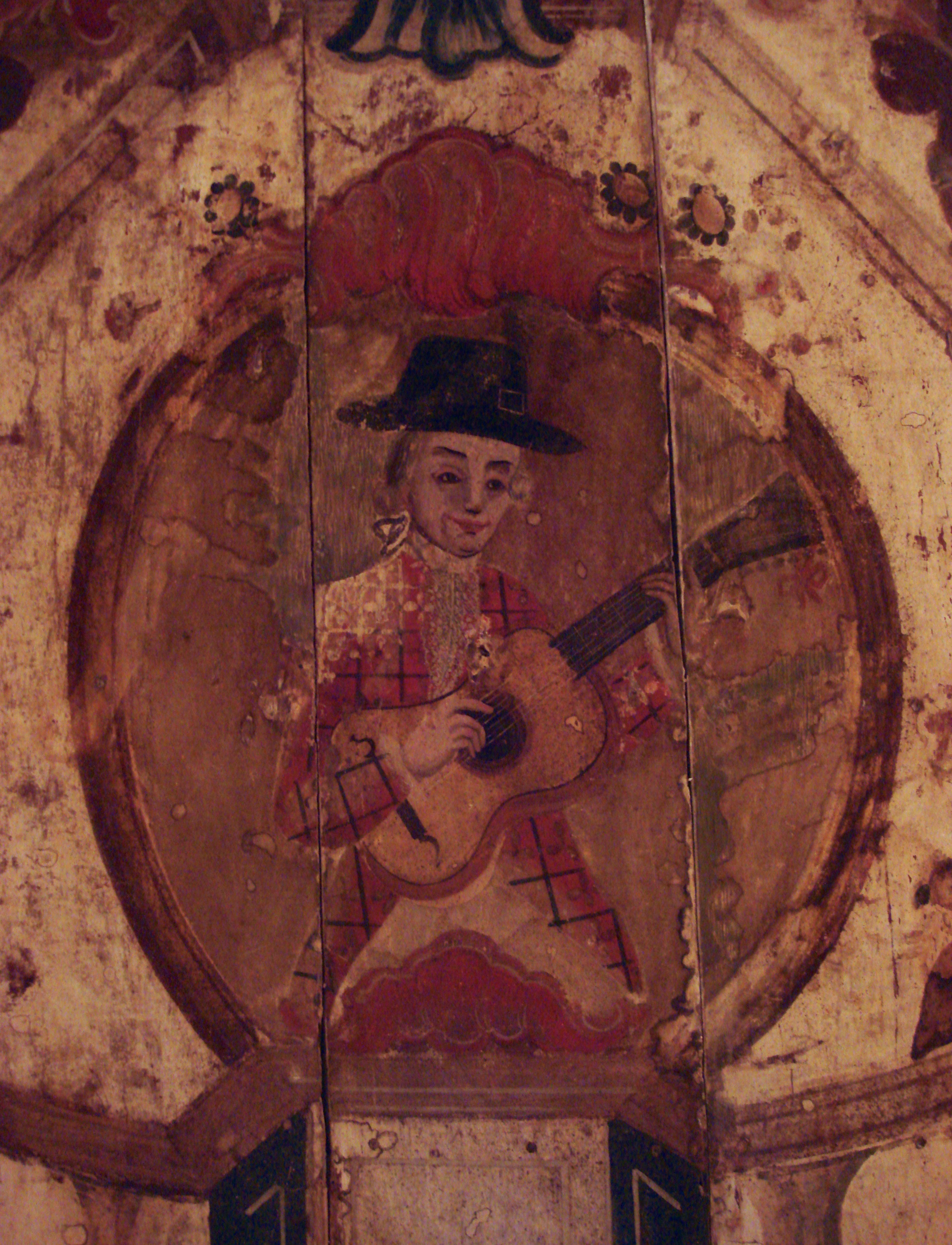
Tangedor de viola, em pintura do século XVIII em teto residencial de Diamantina (MG), exposta no Museu Regional de São João del-Rei (MG).

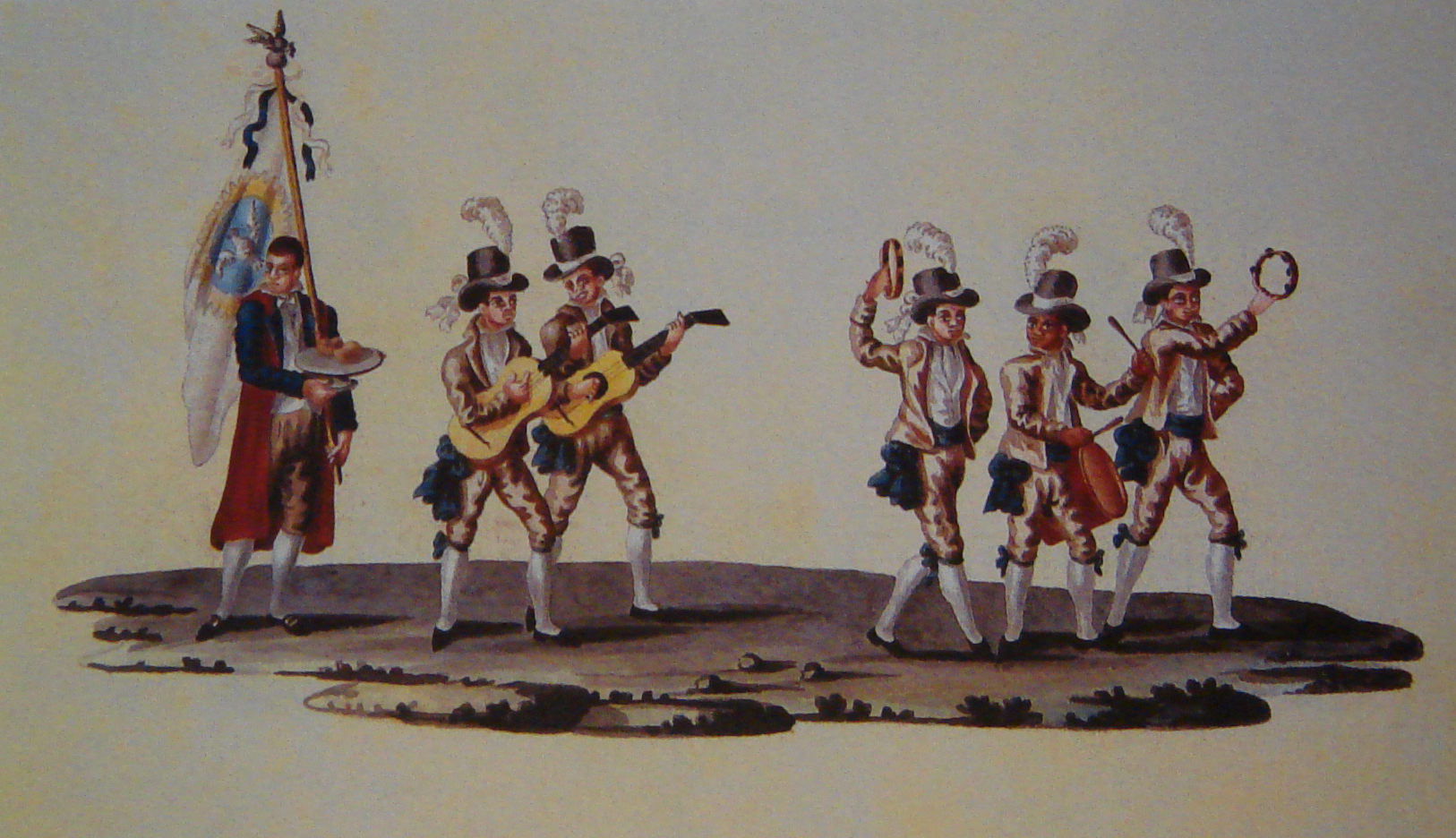
Joaquim Cândido Guillobel - Festa do Divino (Rio de Janeiro, 1812-1816).

O mais célebre intérprete brasileiro de viola do século XVII foi Gregório de Matos (1636-1696), cujas obras poéticas possuem importantes informações sobre a prática da viola no período: sua poesia erótica "Um cruzado pede o homem", por exemplo, associa a nomenclatura da viola ao cortejo de uma dama. A documentação dos séculos XVII e XVIII menciona outros intérpretes de viola no Brasil, como Frei Plácido em São Paulo e Francisco Rodrigues Penteado em Pernambuco, citados por Pedro Taques de Almeida Paes Leme, o mestre da capela João de Lima, citado por Domingos do Loreto Couto em 1757, e o afro-descendente Manuel de Almeida Botelho, pernambucano nascido em 1721 e transferido para Lisboa em 1749, onde compôs “várias sonatas e tocatas, tanto para viola como para cravo”, infelizmente perdidas. José Mazza cita Luís Álvares Pinto na segunda metade do século XVIII e, em Minas Gerais atuava, em 1798, “o Alferes Caetano Furtado de Mendonça, homem pardo morador de presente nesta Vila Rica, que vive de jornais de seus escravos e de ensinar a tocar viola”. No início do século XIX, é mais conhecido o caso de Joaquim Manoel da Câmara, intérprete de viola e machete, e a maioria desses casos parece estar relacionada ao uso da viola aristocrática portuguesa a partir de fontes escritas.
Gregório de Matos é uma exceção aos registros dos séculos XVII e XVIII, pois o poeta usava uma viola de cabaça feita por ele mesmo (portanto já distante do modelo aristocrático português), e a música que praticava parece ter sido de tradição oral, embora a maior parte das danças que o poeta menciona fossem conhecidas em Portugal. A existência de obras de possível origem afro-brasileira nos códices de música para viola do século XVII, da Fundação Calouste Gulbenkian e da Biblioteca Geral da Universidade de Coimbra soma-se à possibilidade de que a viola já estaria sendo usada a partir de tradições orais, por tocadores nem sempre integrantes da elite colonial.
Inúmeras notícias em jornais brasileiros do século XIX indicam que escravos africanos frequentemente tocavam viola e guitarra, embora seja difícil saber exatamente a quais instrumentos tais notícias se referem. Humberto Amorim encontrou documentou dezenas de ocorrências desse tipo somente no período de 1808-1830, em 10 periódicos do Rio de Janeiro, Pernambuco, Bahia, São Paulo e Minas Gerais, o que atesta a popularização desse instrumento já no início desse nesse século. Constatações como essa apontam para uma provável popularização dos cordofones dedilhados no Brasil antes do século XIX, ainda na fase colonial.

## A construção de violas no Brasil colonial
Os mais antigos documentos relacionados à construção de violas no Brasil estão no processo de inventário de Domingos Ferreira (Braga, Portugal, 1709 - Vila Rica, Brasil, 1771), mestre violeiro que estabeleceu, em data ainda desconhecida (porém anterior a 1761), uma oficina de construção de violas em Vila Rica (atual Ouro Preto - MG). O processo, pertencente ao Arquivo do Museu da Inconfidência de Ouro Preto (Casa do Pilar, cód. 35, auto 427, 1º Ofício, de 99 folhas, aberto em 1771 e encerrado em 1777), foi estudado e parcialmente publicado por Paulo Castagna, Maria Teresa Gonçalves Pereira e Maria José Ferro de Sousa.
De acordo com essa documentação, Domingos Ferreira produzia e vendia, com auxílio do escravo Antônio "Angola", grande quantidade de violas grandes (ou ordinárias), meias violas, descantes grandes e pequenos, e machinhos de quatro cordas duplas, grandes e pequenos. Nenhum desses instrumentos foi preservado e não são totalmente claras as suas características, porém a análise do seu processo de inventário revela que as violas produzidas por Domingos Ferreira e Antônio “Angola” seguiam os padrões portugueses de construção e eram dependentes de vários itens importados de Portugal, como os “tampos de Veneza” (na verdade originários das cidades de Veneza, Flandres e Hamburgo) e os maços de cordas de tripa e bordões cobertos de prata para encordoar seus instrumentos, importados por altos preços, de Lisboa e do Porto. Os violeiros produziam os fundos e as costilhas (ripas para a produção de fundos mais elaborados) de “pau de mangue”, que adquiriam de extração local e provavelmente também produziam as partes do braço dos instrumentos, embora sobre estas não figure qualquer informação no processo. Para guardar as violas recém fabricadas, Domingos e Antônio adquiriam caixões de pinho dos artesãos locais.
O processo de inventário de Domingos Ferreira comprova, portanto, a produção de violas no Brasil em meados do século XVIII, ao lado da importação de violas europeias. Essas duas maneiras de obtenção de violas parecem ter coexistido até o final do período colonial, porém ao longo do século XIX, com a adoção do violão pelas elites e a popularização das violas no Brasil, a quantidade de mestres violeiros (e de fábricas a partir do século XX) passou a suprir a demanda, gerando as variantes locais que chegaram ao presente.

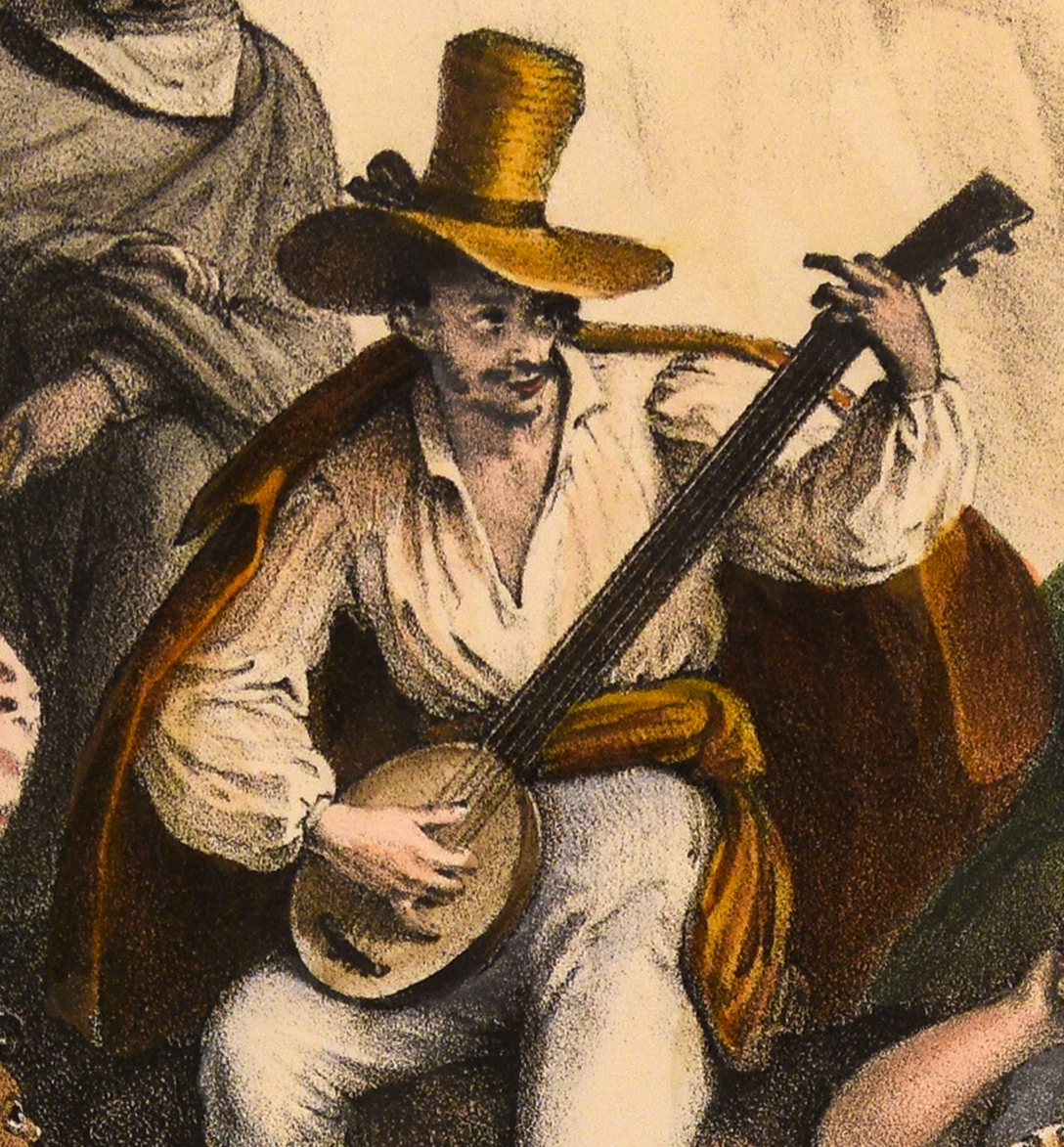
Possível viola de cabaça na gravura "Costumes de São Paulo" (1835), de Johann Moritz Rugendas (1802-1858).

Violões já eram frequentes no Brasil na primeira metade do século XIX, figurando na iconografia da época, como na gravura anônima "Negra ao violão, padre dançando" (pertencente a uma colação particular) e na gravura de Nachtmann, Spix e Martius intitulada "Festa da Rainha in Minas" (1823-1831). A literatura do período também apresenta indícios da popularização da viola e da adoção do violão pela elite brasileira, especialmente no Rio de Janeiro. Por outro lado, há uma certa confusão no Brasil entre as designações viola e violão no século XIX, acarretada, entre outros fatores, pelo uso português da expressão viola francesa para designar o instrumento que no Brasil é denominado violão, o que torna necessário bastante cuidado na interpretação da documentação desse período sobre tais instrumentos.

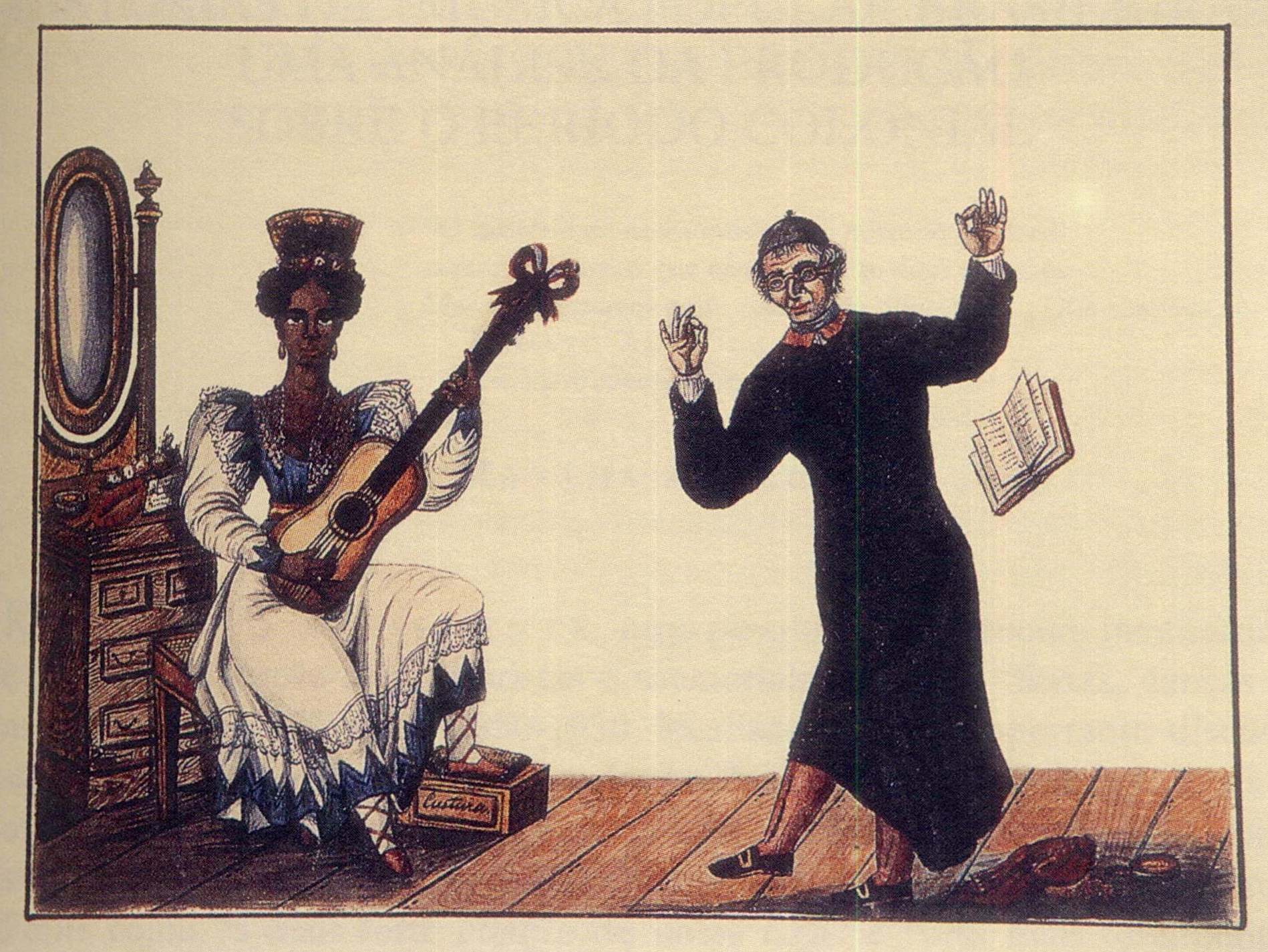
Desconhecido - Negra ao violão, padre dançando (c.1829).

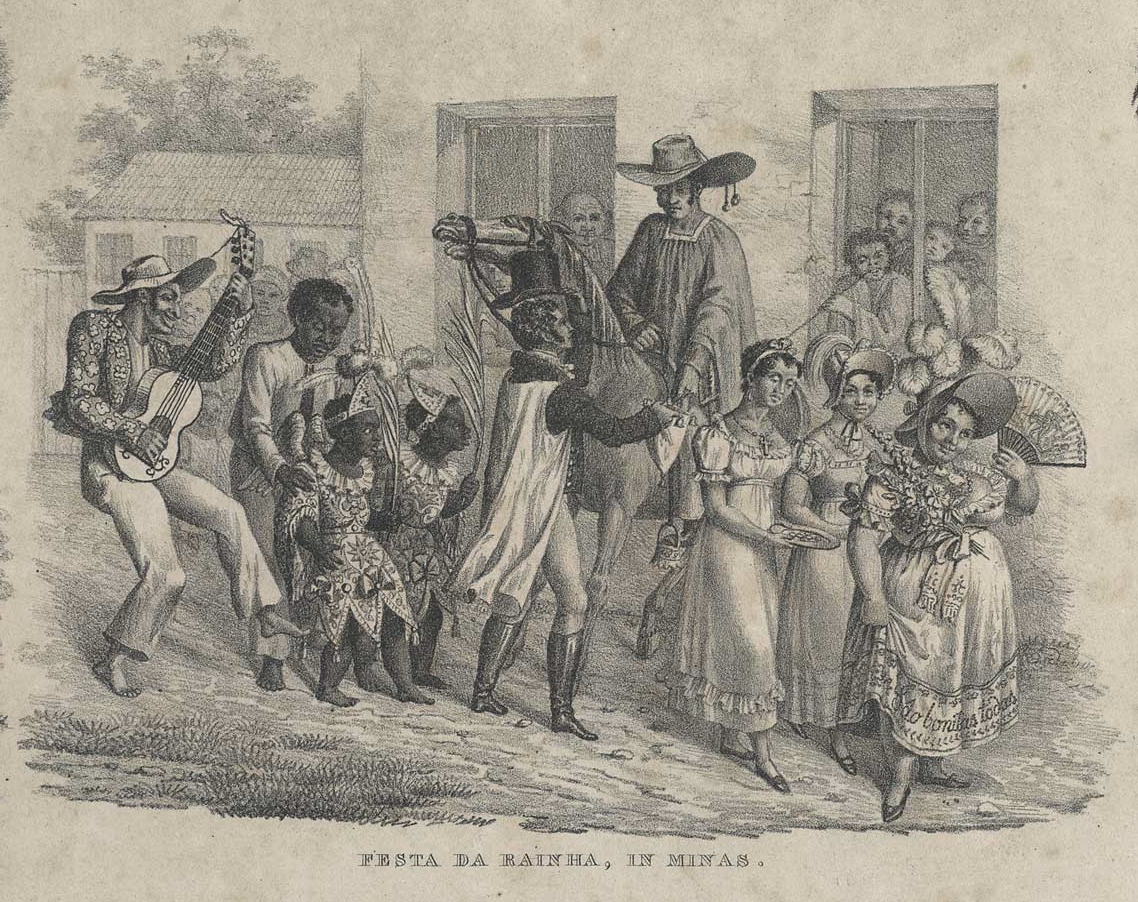
Nachtmann, Spix e Martius - Festa da Rainha in Minas (1823-1831).

## O repertório antigo para viola
As fontes brasileiras desse período relacionadas à viola são apenas literárias. De acordo com as mesmas, as violas eram usadas principalmente para o acompanhamento de canções e para a execução solística de danças (ou peças aparentadas, como a fantasia). Nos dois casos eram empregados o ponteado (ou ponteio) e o rasgado (ou rasqueado).
Na transição do século XVII para o XVIII, foram comuns no Brasil as danças de origem lusitana e algumas de origem afro-brasileira. Gregório de Matos Guerra (1636-1696), em sua obra poética, cita pelo menos 12 danças, sendo 7 delas em apenas dois versos de sua “Regra de bem viver, que a persuasões de alguns amigos deu a uns noivos, que se casavam”, enquanto Raphael Bluteau (Suplemento, parte 2, 1728, p.220) indica a existência, em Portugal, de 11 “sons, ou peças mais ordinarias, que na viola se tocam” (quadro 13).
As poesias de Gregório de Matos Guerra apresentam fortes indícios de que já havia alguma popularização das violas na Bahia e Pernambuco do século XVII, com variações em sua construção e com a prática de repertórios também locais. Uma análise das referências a danças de viola nas poesias de Gregório de Matos Guerra e no Dicionário português e latino (1712-1728) de Raphael Bluteau revela a existência de 19 tipos de danças, que devem ter sido comuns em Portugal e no Brasil desse período:

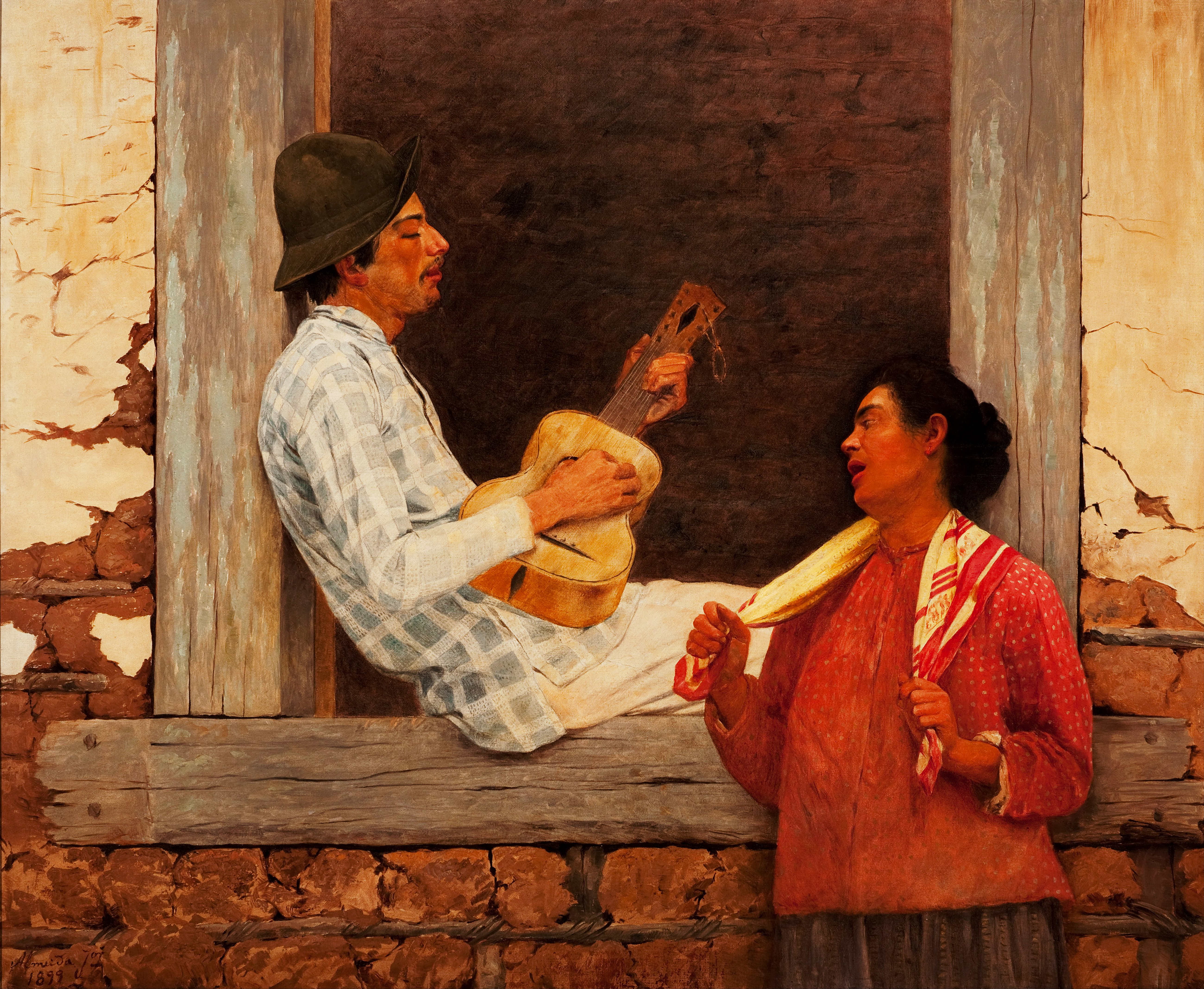
Almeida Júnior - O Violeiro (1899).

| Danças      | Gregório de Matos | Raphael Bluteau |
| ----------- | ----------------- | --------------- |
| Amorosa     |                   | ♦               |
| Arrepia     |                   | ♦               |
| Arromba     | ♦                 | ♦               |
| Canário     | ♦                 | ♦               |
| Cãozinho    | ♦                 | ♦               |
| Cubango     | ♦                 |                 |
| Espanholeta | ♦                 |                 |
| Fantasia    |                   | ♦               |
| Gaturda     |                   | ♦               |
| Guandu      | ♦                 | ♦               |
| Marinheira  |                   | ♦               |
| Pandunga    | ♦                 |                 |
| Passacalhe  |                   | ♦               |
| Paturi      | ♦                 |                 |
| Pavana      | ♦                 |                 |
| Saltarelo   | ♦                 |                 |
| Sarabanda   | ♦                 |                 |
| Sarau       |                   | ♦               |
| Vilão       | ♦                 |                 |

No século XVIII, a julgar pelas publicações portuguesas conhecidas, difundiram-se as marchas, minuetos e modinhas, estas últimas intensamente cultivadas como gênero refinado e por tradição escrita no século XIX, porém derivada em muitos tipos brasileiros de canções populares de tradição oral, no decorrer dos séculos XIX e XX. O século XIX marca o período de popularização da viola e a prática quase exclusiva de repertório de tradição oral, que, portanto, pode ser conhecido apenas de forma limitada, por descrições literárias. Somente a partir do início do século XX o repertório da viola brasileira começou a ser gravado, anotado, descrito e estudado, iniciando-se um período de difusão do conhecimento e repertório da viola brasileira em gravações, livros, artigos e documentários.

## Tipos de violas brasileiras

### Viola caipira

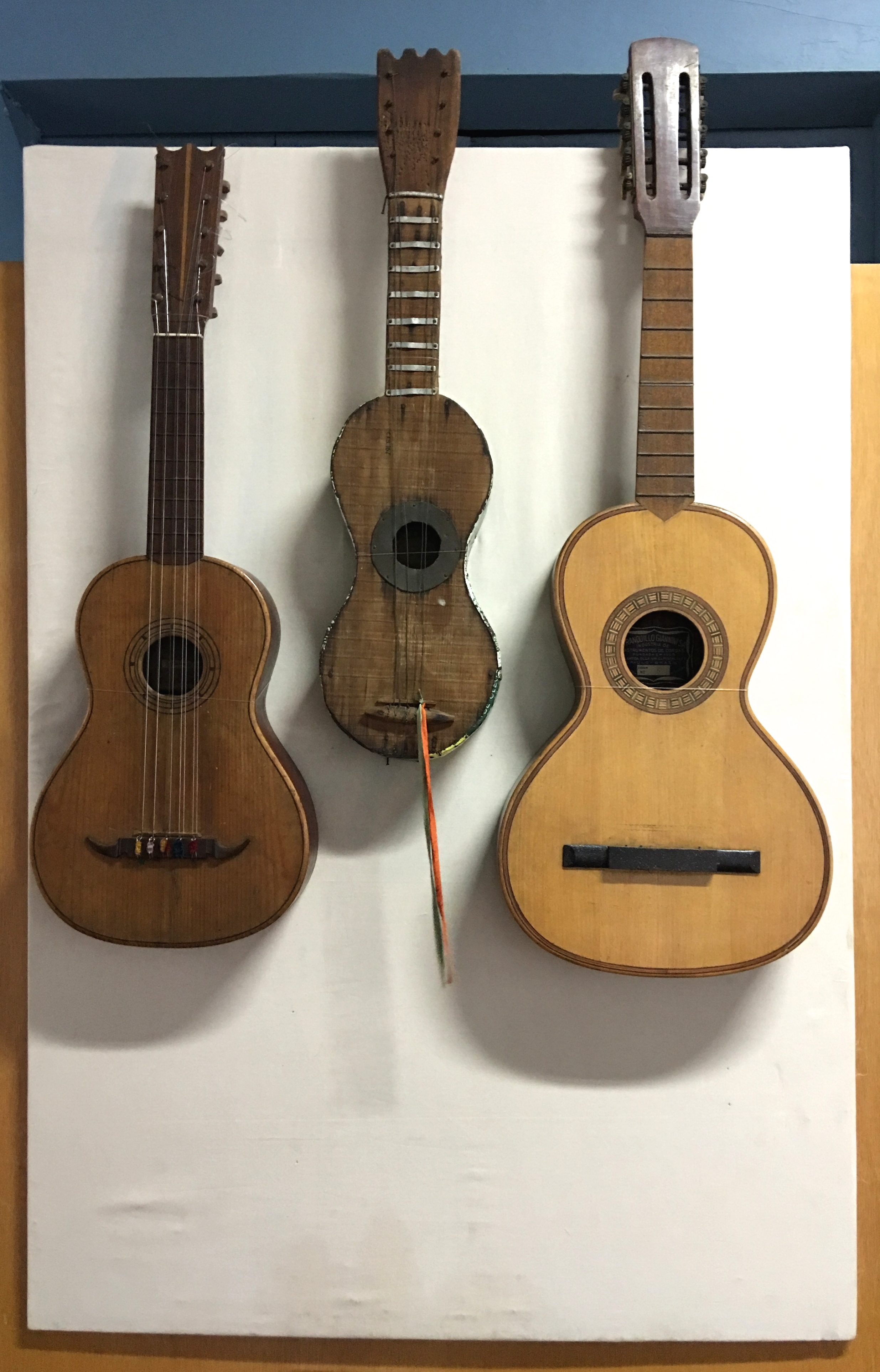
Instrumentos da primeira metade do século XX do Museu Histórico Sorocabano (Sorocaba - SP): 1 - viola Saturnino Rodrigues; 2 - viola de lata sem indicação de autoria; 3 - viola Tranquillo Giannini.

Comum nos estados de Goiás, Paraná, São Paulo, Minas Gerais e Rio de Janeiro. Possui grande diversidade de denominações, sendo construída desde o início do século XX tanto de forma artesanal quanto fabril. Utiliza diversas afinações, sendo as mais comuns Cebolão, Rio Abaixo, Boiadeira e Natural. A afinação Paraguaçu, mais comum no Nordeste, também é encontrada no Vale do Paraíba. É utilizada em folguedos tradicionais, como Catira, Fandango, Folia de Reis, Dança de São Gonçalo, Dança de Santa Cruz e outras.

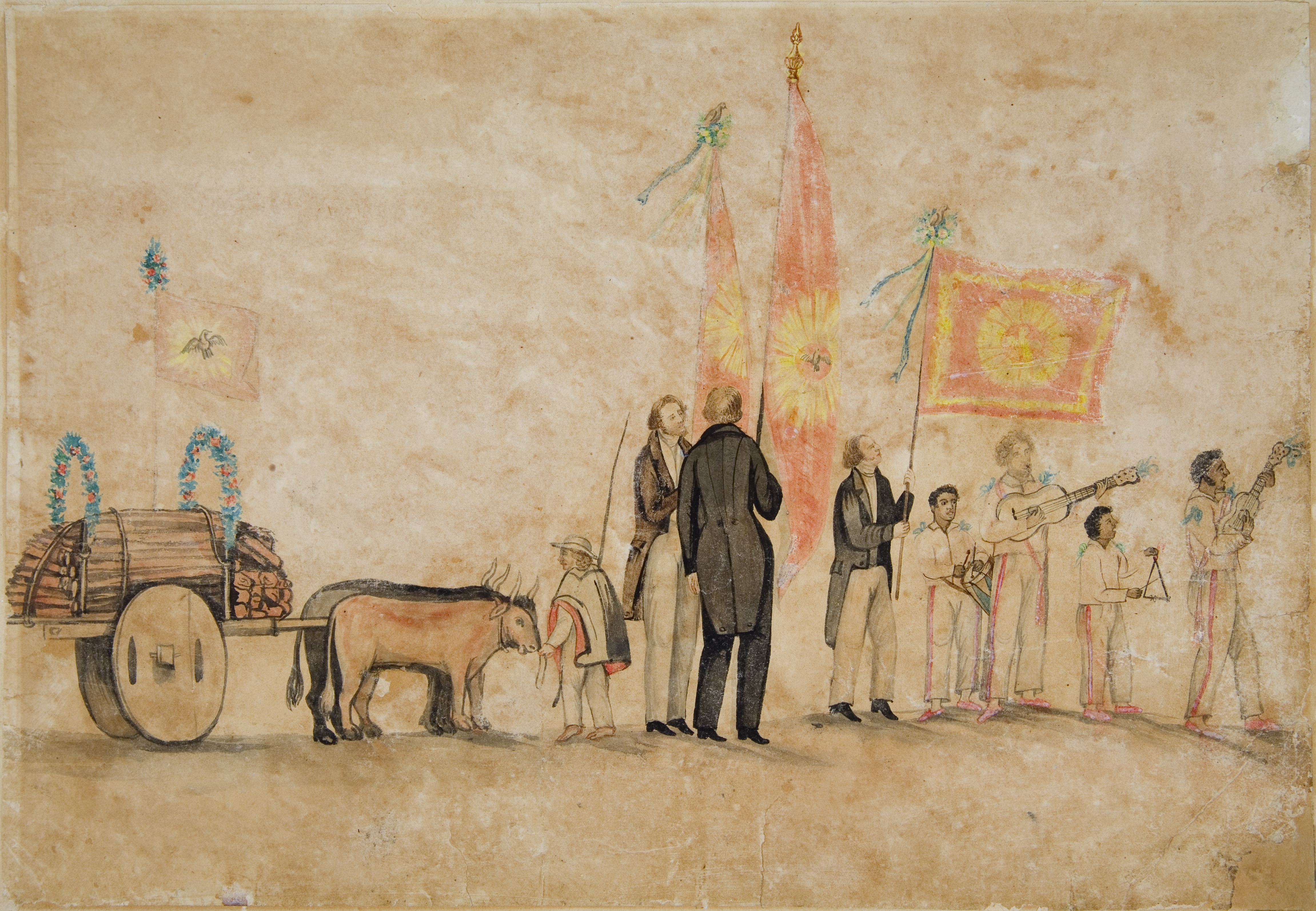
Violas caipiras na "Festa do Divino" (1841), de Miguelzinho Dutra.

### Viola angrense ou do litoral
Comum no litoral dos estados do Paraná, São Paulo e Rio de Janeiro, e associada à cultura caiçara. Frequentemente possui, além das cinco ordens de cordas, uma corda aguda instalada entre o rastilho e um suporte de cravelha denominado periquito (aplicado entre o lado esquerdo do braço e a caixa de ressonância), para ser tangida pelo polegar, mas não ponteada pela mão esquerda, uma vez que não passa pelo braço do instrumento. Em função desse dispositivo, tal corda costuma ser denominada periquito ou turina.

### Viola branca
Específica da região de Iguape e Cananéia, no litoral do estado de São Paulo. Provavelmente baseada na viola beiroa (da região de Beira Baixa, Portugal), possui dez trastes, utiliza as antigas cravelhas de madeira ao invés das modernas tarraxas metálicas. É construída com a madeira da caixeta ou caxeta (Tabebuia cassinoides) - também denominada pau-de-tamanco, tabebuia e pau-de-viola - cuja coloração clara é a origem da designação viola branca. As violas brancas de Cananéia (SP) frequentemente possuem a corda periquito ou turina, mais raras nas violas de Iguape (SP). É o principal instrumento do fandango de Iguape e Cananéia.

### Viola de Queluz
Específica da antiga cidade de Queluz (atual Conselheiro Lafaiete - MG), foi produzida entre o final do século XIX e início do século XX pelas famílias de imigrantes portugueses Meireles e Salgado, a partir do modelo da viola toeira de Portugal. Existem antigos exemplares de violas de Queluz, ricos em trabalhos criativos de marchetaria, na coleção Max Rosa, luthier especializado no estudo e restauração desse tipo de instrumento.

### Viola machete

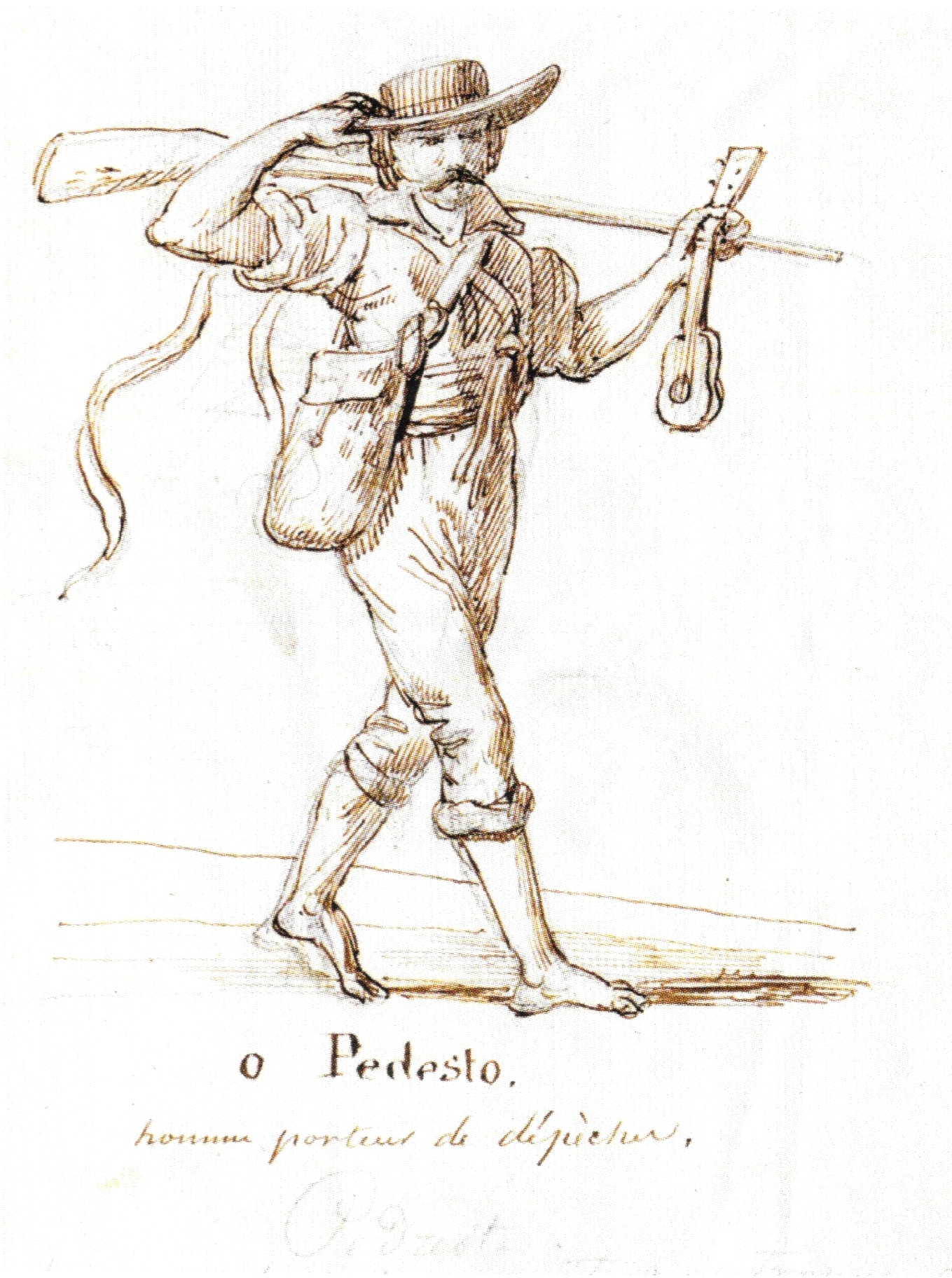
Machete, no desenho "O Pedesto" (São Paulo, 1821), de Arnaud Julien Pallière (1784-1862).

Também denominada machete, machim, machinho, machetinho ou mochinho, e possivelmente originária da Ilha da Madeira, possui quatro ou cinco ordens de cordas, geralmente afinadas em quintas e corpo menor que a viola ordinária. Foi documentada no cururu rural de São Paulo e encontra-se ainda em uso no recôncavo baiano e outras regiões brasileiras. Domingos Ferreira já produzia "machinhos de quatro cordas duplas, grandes e pequenos" em Vila Rica, na década de 1760, e Arnaud Julien Pallière (1784-1862) representou um machete em seu desenho "O Pedesto" (São Paulo, 1821).

### Viola de cocho

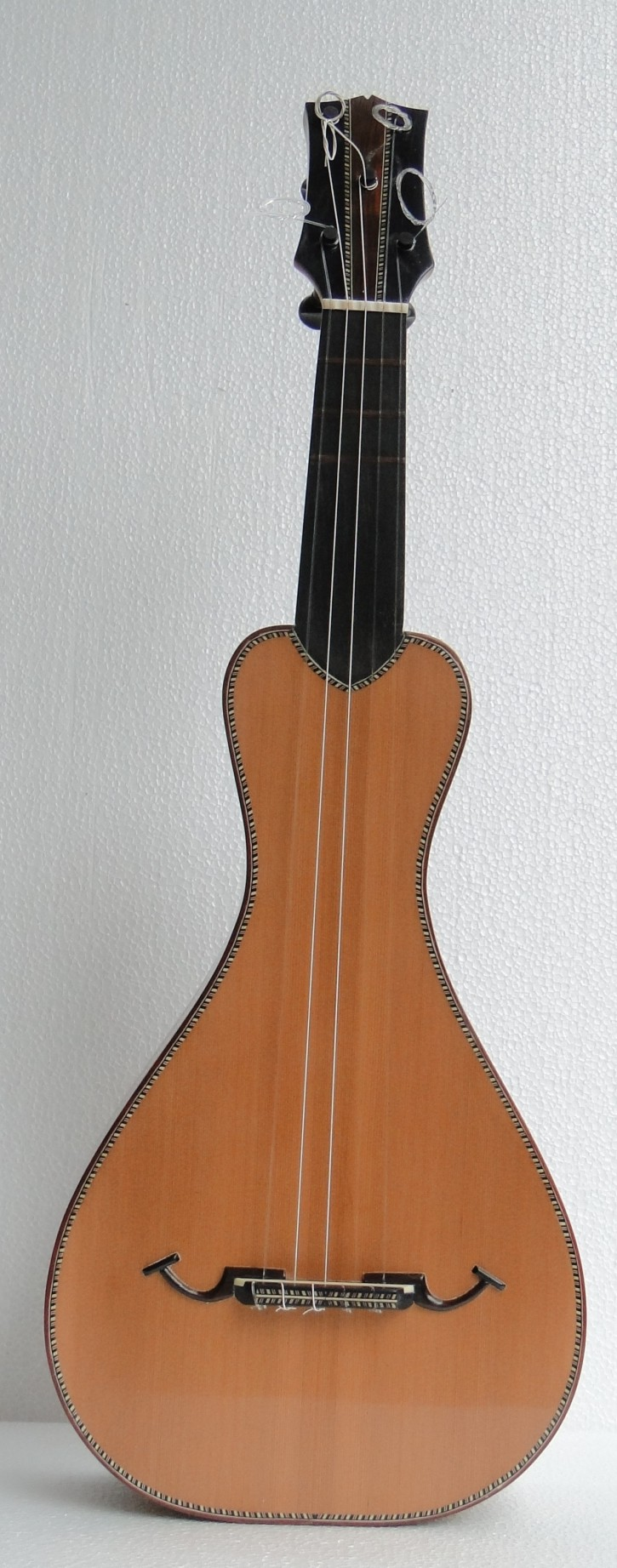
Viola de cocho.

Comum nos estados de Mato Grosso e Mato Grosso do Sul. É produzida em uma peça de madeira inteiriça, cuja forma lembra o antigo cocho rural (peça lavrada em tronco maciço de árvore, para colocação de alimentos para animais), e sobre a peça escavada são afixados o tampo, o cavalete, o espelho, o rastilho e as cravelhas. As madeiras mais usadas são a ximbuva e o sarã (para a caixa de ressonância), a raiz de figueira branca (para o tampo) e o cedro (para as demais partes). Com a função de trastes, são enrolados no braço tiras de barbante comum revestido com cera de abelha, o que aumenta sua aderência à madeira. A viola de cocho utiliza cinco cordas, denominadas prima, contra, corda do meio, canotio e resposta, sendo quatro cordas de tripa ou de linhas de pescar e uma revestida de metal. As principais afinações são canotio solto (de baixo para cima: ré, lá, mi, ré, sol) e canotio preso (de baixo para cima: ré, lá, mi, dó, sol). Por meio do Decreto nº 3.551, de 4 ago. 2000, o IPHAN registrou o “modo de fazer viola de cocho” como Bem Cultural no Livro do Registro dos Saberes (v.1, f.4, reg. nº 2).

### Viola de cabaça

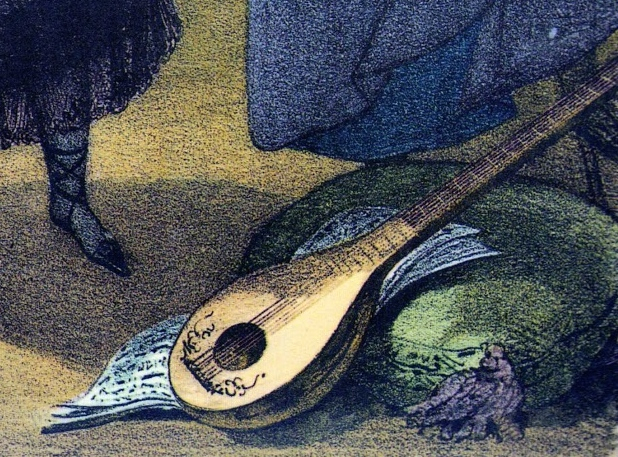
Possível viola de cabaça na gravura "Costumes de Rio de Janeiro" (1835), de Johann Moritz Rugendas (1802-1858).

Foi inicialmente referida na obra poética de Gregório de Matos, no século XVII, particularmente na série poética Andanças de uma viola de cabaça. Vários cordofones dedilhados representados na iconografia de Debret e Rugendas, na primeira metade do século XIX, podem ter tido como modelos violas de cabaça, particularmente o instrumento representado na imagem “Costumes de Rio de Janeiro”, que repousa sobre um álbum de música em uma almofada (e do qual infelizmente não foi representada a cravelheira), cujo corpo é piriforme, o fundo visivelmente convexo e o braço longo, configuração desconhecida em cordofones europeus desse período, apesar de Rugendas referir-se a esse tipo de viola como “mandolino”. Considerando-se que uma parte substancial das representações de cordofones dedilhados no Brasil da primeira metade do século XIX exibe instrumentos de corpo piriforme, é preciso considerar, além da tentativa de fidelidade, também a possível "europeização" da iconografia musical em imagens como as de Debret e Rugendas, evidente em outros autores, como Jean de Léry e Théodore de Bry.
A viola de cabaça foi revitalizada a partir da segunda metade do século XX, sendo atualmente produzida na oficina de vários luthiers brasileiros e utilizada por vários intérpretes, com destaque para o violeiro Fabrício Conde. Atualmente é um instrumento cuja lateral da caixa de ressonância é feita com a metade de uma cabaça grande à qual são aplicados o tampo e o fundo, o que resulta em uma caixa de ressonância parcialmente piriforme, com leve reentrância que mantém a forma de 8 e com fundo plano, menor que o tampo.

### Viola de buriti (ou violinha de vereda)
Comum no estado de de Tocantins, a partir da utilização da maderia do buriti. Criada na década de 1940 na comunidade Mumbuca do Jalapão, a viola de buriti, também denominada violinha de vereda, utiliza, em lugar da caixa de ressonância, troncos escavados do buriti, com 4 cordas de náilon. A mesma estrutura é usada na rabeca de buriti, tocada com arco.

### Viola dinâmica (ou nordestina)
Comum nos estados do Nordeste brasileiro e muito associada aos repentistas, que utilizam frequentemente a afinação Paraguaçu. Possui amplificadores acústicos na forma de cones de alumínio aplicados ao tampo harmônico, que produzem seu timbre característico, e suas 12 cordas metálicas estão agrupadas em duas ordens triplas e três ordens duplas, portanto com evidente herança das violas portuguesas.

## Patrimônio cultural
Apesar da representatividade das violas no Brasil, ainda não existe um registro nacional de sua prática e somente o “modo de fazer viola de cocho” foi registrado pelo IPHAN como Bem Cultural. Por outro lado, já foi apresentado à Assembleia Legislativa de Minas Gerais, em 10 de junho de 2015, o Projeto de Lei Nº 1.921/2015, que declara patrimônio histórico, cultural e imaterial do Estado a manifestação musical Viola Caipira Mineira, ainda em tramitação, enquanto o Instituto Estadual do Patrimônio Histórico e Artístico de Minas Gerais  (IEPHA) prepara a apresentação de um Dossiê de Registro dos “Saberes, Linguagens e Expressões Musicais da Viola em Minas Gerais” ao Conselho Estadual de Patrimônio Cultural de Minas Gerais (CONEP), para seu reconhecimento como bem imaterial do Estado de Minas Gerais. Paralelamente, a Fundação Municipal de Cultura de Belo Horizonte apresentou, em 1º de dezembro de 2016, um Requerimento para Instauração de Processo Administrativo de Registro, no IPHAN, do Movimento da Viola Brasileira no Livro III de Registro de Bens Culturais e Natureza Imaterial que constituem Patrimônio Cultural Brasileiro.

## Difusão e ensino
As principais formas de ensino e aprendizado da viola, desde o período colonial, foram a partir da relação entre mestre e discípulo, da observação e do autodidatismo. A necessidade de descobrir por si próprio o funcionamento do instrumento e a produção de efeitos atrativos gerou lendas como a do pacto com o diabo e entrega da alma em troca do virtuosismo, provavelmente originada na antiga lenda do Fausto e já aplicada a músicos do século XIX, como Niccolò Paganini.
O ensino formal de música estabelecido no Brasil a partir do século XIX, por outro lado, adotou exclusivamente os instrumentos musicais europeus, desconsiderando a viola brasileira, ao contrário de países como a Índia, em cujas escolas desse período ensinava-se a execução dos seus instrumentos tradicionais. O surgimento de cursos coletivos de viola brasileira em escolas privadas, a partir da segunda metade do século XX, bem como o surgimento de gravações, métodos impressos, orquestras de viola e documentários (para a televisão e em vídeo) não extinguiram a ação dos mestres de viola e a necessidade de observação e autodidatismo, que ainda existem em muitas regiões do país.
Na segunda metade do século XX a viola começou a ser usada de maneira formal em composições eruditas, como nos 7 Prelúdios para viola, no Concertino para a viola e orquestra e na Missa a Nossa Senhora dos Navegantes (em português) de Ascendino Theodoro Nogueira, obras gravados pela Chantecler em 16 de agosto de 1964.
Mesmo na maior parte do século XX, a viola foi vista pela sociedade brasileira como instrumento inculto, e somente em suas últimas décadas passou a ser mais respeitado, em função da atuação de violeiros de destaque, como Renato Andrade, e de programas de televisão de grande audiência, como Viola, minha viola, com Inezita Barroso (cujo arquivo pessoal foi doado ao IEB - Instituto de Estudos Brasileiros da USP), e Senhor Brasil, com Rolando Boldrin, ambos na TV Cultura, além de uma visão cada vez mais aberta sobre as culturas populares. Por conta desses fatores, em 2008 a Universidade de São Paulo abriu o primeiro curso de Bacharelado em Viola Brasileira, com Ivan Vilela, ocorrendo o mesmo em 2010 na Universidade de Brasília, com Roberto Correa.

## Vídeos
- «Renato Andrade - Viola Enfeitiçada (TV Câmara)»
- «Sou Viola Caipira - Episódio 1»
- «A viola - história, resistência e transformação»
- «"Viola Caipira" - vídeo documentário»
- «Viola encantada: intergerações viola paulista»
- «Chora viola - documentário»
- «Programa Viação Cipó - Violas de Queluz Férias - bloco 2»
- «Luthieria - viola de cabaça (TV UNESP)»
- «Viola de cabaça (Fabrício Conde)»
- «Construção da viola de cabaça»
- «Sobre a viola de cocho - Roberto Corrêa»
- «Modo de Fazer Viola de Cocho (IPHAN) - Parte 1»
- «Modo de Fazer Viola de Cocho (IPHAN) - Parte 2»
- «Modo de Fazer Viola de Cocho (IPHAN) - Parte 3»
- «Viola de buriti»
- «Viola de buriti (dueto)»
- «Um Brasil de viola: Oliveira de Panelas 1 - João Pessoa (PB)»
- «Os acordes na viola caipira de Ivan Vilela»
- «Almir Sater e Tião Carreiro - solos de viola»